# Peugeot 806 Runabout
El Peugeot 806 Runabout es un prototipo de automóvil realizado por el departamento de diseño avanzado de la marca francesa en 1997. Está inspirado en el mundo de la náutica y orientado al un consumidor muy exclusivo.

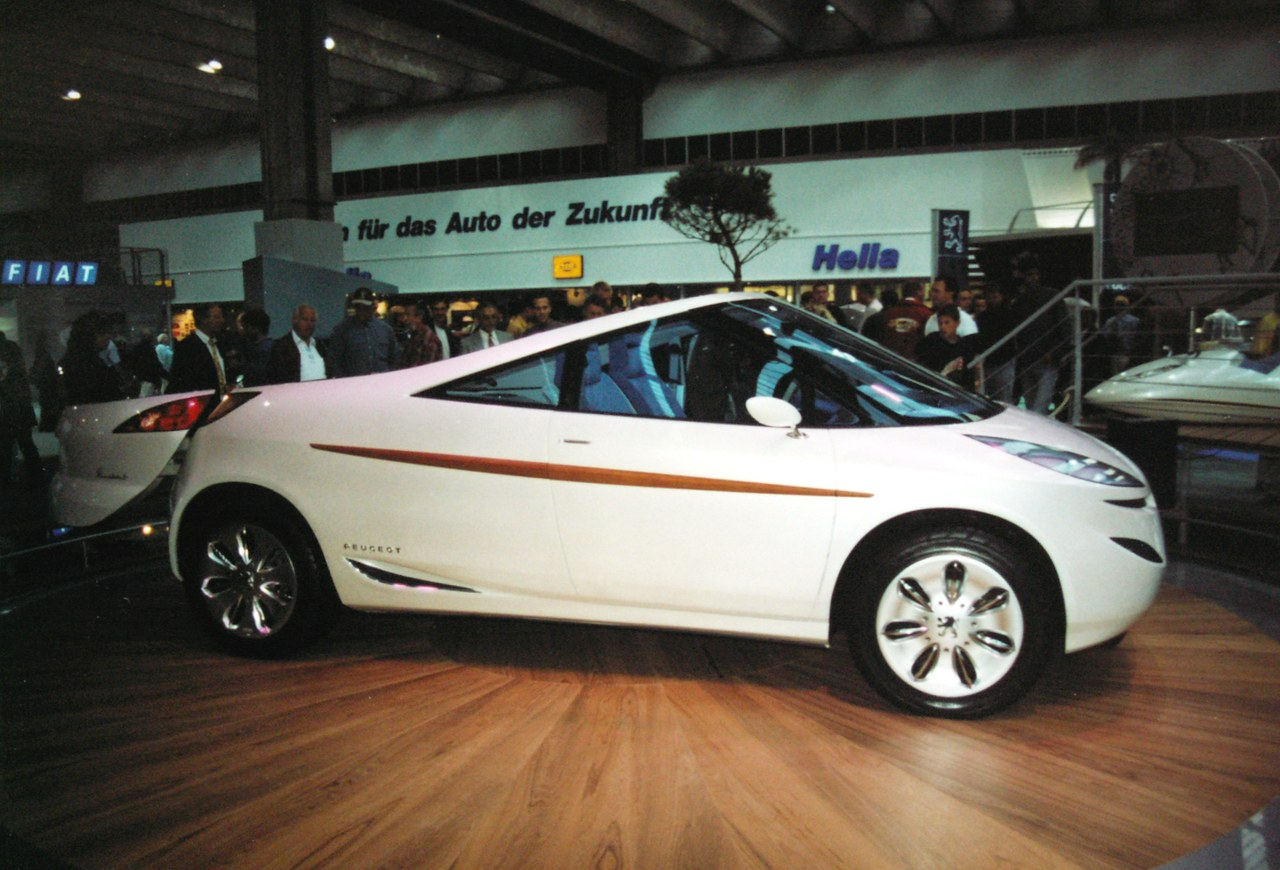
Peugeot 806 Runabout

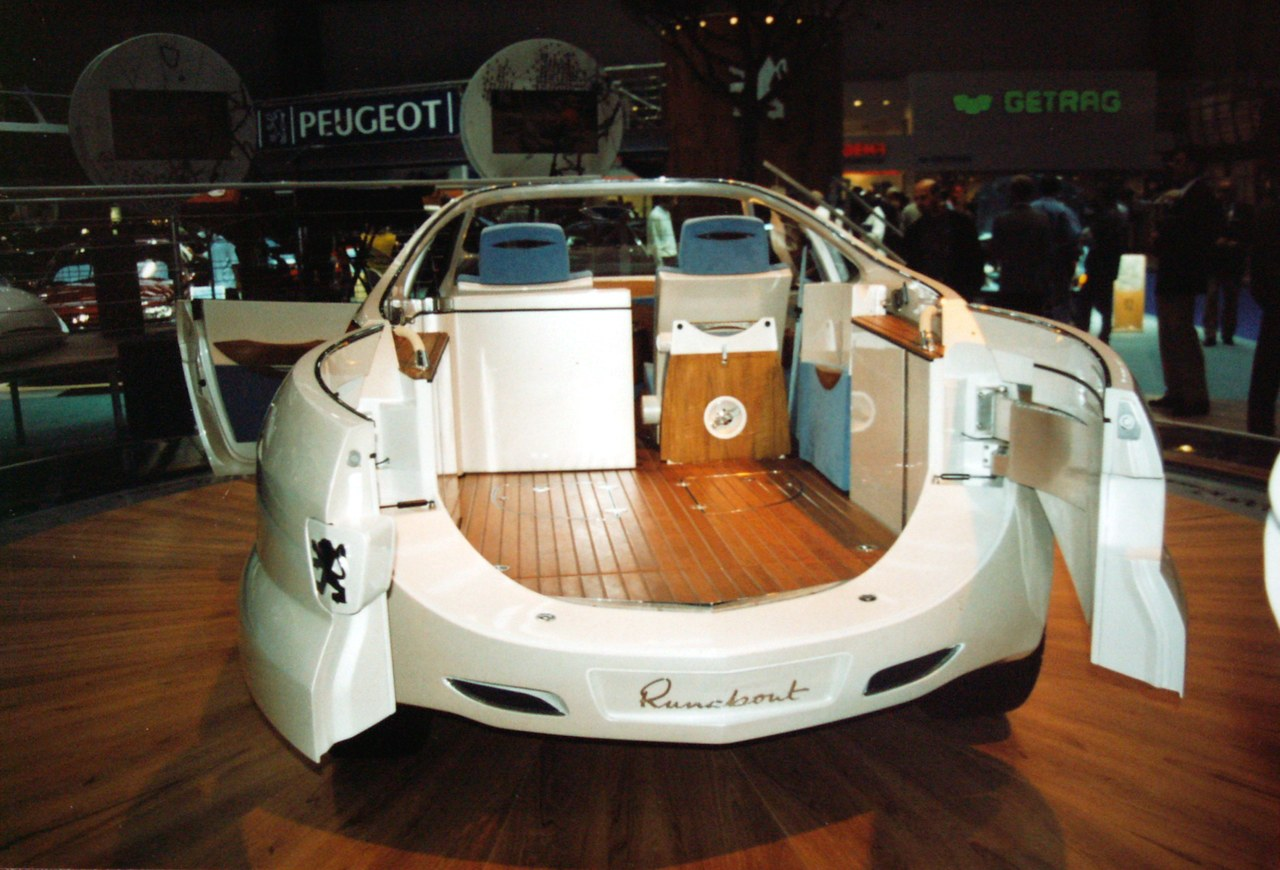
Peugeot 806 Runabout

## Especificaciones
- Combustible: gasolina 98
- Motor: 6 cilindros en V, 2.946
  - Potencia: 191 CV a 5.500 rpm
  - Par motor 267 Nm a 4.000 rpm
- Transmisión: automática de 4 velocidades
- Aceleración: 0-100 km/h 8,6 seg
- Velocidad máxima:
- Consumo combinado:
- Consumo Urbano:
- Consumo en carretera:
- Emisiones de CO2:
- Dimensiones:
  - Longitud: 4.750 mm
  - Ancho: 1.960 mm
  - Altura: 1.160 mm
  - Distancia entre ejes: ¿  ? mm
  - Ancho de vía delantero: ¿  ? mm
  - Ancho de vía trasera: ¿  ? mm
- Peso: ¿  ? kg
- Capacidad del maletero:
- Capacidad del depósito:
- Frenos delanteros y traseros:
- Tamaño de los neumáticos: